# Emery Gill
Emery Paul Gill (* 26. Februar 1966) ist ein ehemaliger belizischer Leichtathlet.

## Sport
Gill nahm an den Olympischen Sommerspielen 1992 in Barcelona teil. Im Wettlauf über 100 m schied er in den Vorläufen aus. Er trat auch mit den Teamkollegen John Palacio, Michael Joseph und Elston Shaw in der 4-mal-100-Meter-Staffel an. Die Mannschaft schied nach Disqualifikation in der Vorrunde aus.